# ميكي لوند
ميكي لوند (21 أغسطس 1972 في الدنمارك - ) هو لاعب كريكت دانمركي. شارك مع منتخب الدنمارك الوطني للكريكت.